# 1349

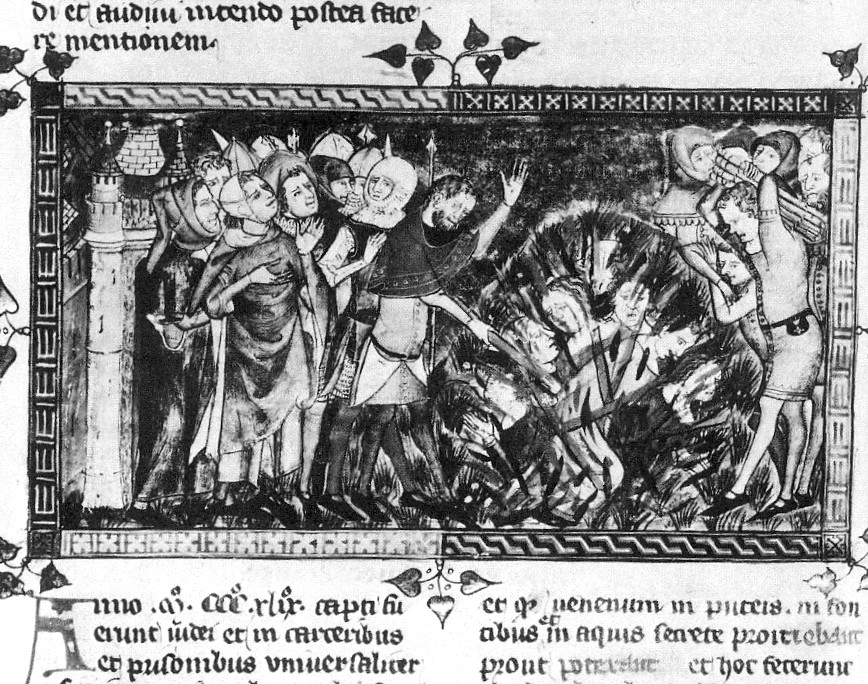
Jodenverbranding naar aanleiding van de pestepidemie

Het jaar 1349 is het 49e jaar in de 14e eeuw volgens de christelijke jaartelling.

## Gebeurtenissen
januari
- 5 - Margaretha van Beieren stelt haar zoon Willem V aan als graaf van Holland en bedingt een uitkering van 15.000 gulden met een jaargeld van 6000 gulden voor zichzelf.
- 13 - Goede Disendach: In Gent vechten de gilden van de wevers en de volders om de macht. De volders nemen de macht over van de wevers, en erkennen graaf Lodewijk van Male.
- 30 - Günther XXI van Schwarzburg wordt in Frankfurt tot koning van Duitsland gekozen. Hierdoor ontstaat een strijd tussen hem en Karel IV, die reeds in 1346 tot koning gekozen was.

februari
- 6 - Günther wordt in Frankfurt gekroond.
- 14 - Valentinstagmassaker: In Straatsburg worden naar verluidt 2000 tot 3000 joden verbrand, de overige joden worden uit de stad verdreven.
  - Ook in diverse andere steden, onder meer in de Lage Landen, vinden pogroms plaats. De joden worden ervan beschuldigd de pest te hebben veroorzaakt.

maart
- 30 - Verdrag van Romans: Humbert II, de laatste graaf van Viennois, verkoopt zijn graafschap aan Karel, de kroonprins van Frankrijk. Het gebied staat hierna als Dauphiné bekend.
- maart - Gezien de financiële situatie wijzen de steden en edelen van Holland, bijeen in Geertruidenberg, de eis van Margareta af, waardoor er niet veel overblijft van het gezag van de jonge Willem V.

mei
- 26 - Verdrag van Eltville: Günther XXI van Schwarzburg doet afstand van zijn aanspraken op het koningschap in ruil voor een geldsom en amnestie voor zijn aanhangers.

juni
- 17 - Karel IV wordt opnieuw tot koning van Duitsland gekozen.

juli
- 25 - Karel IV wordt in Aken opnieuw gekroond.

augustus
- 27 - Peter IV van Aragon hertrouwt met Eleonora van Sicilië.

september
- 2 - In een verklaring voor de schepenen van Geertruidenberg verbinden Jan van Egmond, Gerard van Heemskerk, Claes van Swieten, Jan van Wateringe en de stad Delft zich "om den hertoghe van Beyeren heren vanden lande te maken". Begin van de Hoekse en Kabeljauwse twisten.

oktober
- 7 - In Bergen wordt een processie met de relieken van Sint-Waltrudis gehouden om de stad te redden van de pest. Begin van de jaarlijkse Ducasse van Bergen.

zonder datum
- Slag bij Llucmajor: Jacobus III van Majorca, die probeert zijn koninkrijk terug te winnen, wordt verslagen door Peter IV van Aragon en sneuvelt. Majorca wordt definitief bij Aragon gevoegd.
- Stefan Uroš IV Dušan van Servië laat zijn wetboek uitkomen, de zakonik.
- De Zwarte Dood verspreidt zich verder over Europa. Onder meer Noorwegen wordt zwaar getroffen.
- Tweede Beierse deling: De zonen van Lodewijk de Beier verdelen Beieren onder elkaar.
- Galicië-Wolynië wordt aan het Poolse kroondomein toegevoegd.
- Stichting van de Universiteit van Florence via erkenning door paus Clemens VI.
- Anholt krijgt stadsrechten.
- oudst bekende vermelding: Groenendijk

## Kunst en literatuur
- Guillaume de Machault: Jugement du roy de Navarre.

## Opvolging
- patriarch van Antiochië (Syrisch-orthodox) - Michaël III Yeshu opgevolgd door Baselius III Gabriël
- Bourgondië (hertogdom) - Odo IV opgevolgd door zijn kleinzoon Filips I
- Freising - Johannes II Hake opgevolgd door Albert II van Hohenberg
- Keulen - Walram van Gulik opgevolgd door Willem van Gennep
- Meißen en Thüringen - Frederik II opgevolgd door zijn zoons Frederik III, Balthasar en Willem I
- Milaan - Luchino Visconti opgevolgd door zijn neven Bernabò, Galeazzo II en Matteo II Visconti
- Moravië - koning Karel IV opgevolgd door Jan Hendrik
- Navarra - Johanna II opgevolgd door haar zoon Karel II
- Schwarzburg-Blankenburg - Günther XXI opgevolgd door zijn zoon Hendrik XIII
- Trebizonde - Michaël Megas Komnenos opgevolgd door Alexios III Megas Komnenos

## Geboren
- 3 september - Albrecht III, hertog van Oostenrijk (1365-1395)
- Manuel II Palaiologos, keizer van Byzantium (1391-1425)

## Overleden
- 13 januari - Geraard Denijs, Vlaams volksleider
- 24 januari - Luchino Visconti (~61), heer van Milaan (1339-1349)
- 3 april - Odo IV, hertog van Bourgondië (1315-1349)
- 14 juni? - Günther XXI van Schwarzburg (~44), tegenkoning van Duitsland (1349)
- 14 augustus - Walram van Gulik (~45), aartsbisschop van Keulen
- 26 augustus - Thomas Bradwardine, Engels wiskundige
- 11 september - Bonne van Luxemburg (34), echtgenote van de latere koning Jan II van Frankrijk (Zwarte Dood)
- 6 oktober - Johanna II (37), koningin van Navarra (1328-1349)
- 25 oktober - Jacobus III van Majorca, koning van Majorca (1324-1344, daarna titulair)
- 18 november - Frederik II (38), markgraaf van Meißen en landgraaf van Thüringen (1323-1349)
- 12 december - Johanna van Bourgondië (56), echtgenote van Filips VI van Frankrijk (Zwarte Dood)
- ibn al-Yayyab (~75), Andalusisch dichter
- Catharina van Habsburg, Duits edelvrouw
- Hugo Wstinc, Nederlands rechtsgeleerde
- Khädrub Dragpa Sengge (~66), Tibetaans geestelijk leider
- Margaretha van Luxemburg (~14), echtgenote van Lodewijk I van Hongarije
- Richard Rolle, Engels mysticus
- John Dumbleton, Engels filosoof (jaartal bij benadering)